# Glenea nigroscutellaris
Glenea nigroscutellaris är en skalbaggsart som beskrevs av Stefan von Breuning 1973. Glenea nigroscutellaris ingår i släktet Glenea och familjen långhorningar. Inga underarter finns listade i Catalogue of Life.